# Adam Rutter
Adam Rutter, född 24 december 1986, är en friidrottare från Australien. Han deltog vid olympiska sommarspelen 2008 och olympiska sommarspelen 2012.